# Rhinonema paradoxum
Rhinonema paradoxum är en rundmaskart som beskrevs av Allgen 1928. Rhinonema paradoxum ingår i släktet Rhinonema och familjen Leptosomatidae. Inga underarter finns listade i Catalogue of Life.